# Union Sportive de Douala
El Union Sportive de Douala es un club de fútbol de Camerún situado en la localidad de Douala y fundado en 1957. Son miembros de la Federación Camerunesa de Fútbol y juegan la segunda división de camerún (elite two).

## Palmarés

### Torneos nacionales (11)
- Primera División de Camerún (5): 1969,[1] 1976,[1] 1978,[1] 1990,[1] 2012[2]
- Copa de Camerún (7): 1954,[cita requerida] 1961,[1] 1969,[1] 1980,[1] 1985,[1] 1997,[1] 2006[1]

### Torneos internacionales (2)
- Liga de Campeones de la CAF (1): 1979[1]
- Recopa Africana (1): 1981

## Participación en competiciones de la CAF
| Temporada | Torneo                         | Ronda            | Club                  | Casa  | Visita | Global  |
| --------- | ------------------------------ | ---------------- | --------------------- | ----- | ------ | ------- |
| 1970      | African Cup of Champions Clubs | 1                | Secteur 6             | 2–0   | 1–2    | 3–2     |
| 1970      | African Cup of Champions Clubs | 2                | Modèle Lomé           | 0–0   | 1–1    | 1–1     |
| 1977      | African Cup of Champions Clubs | 1                | Silures               | 2–0   | 1–0    | 3–0     |
| 1977      | African Cup of Champions Clubs | 2                | Lomé I                | 1–1   | 1–1    | 2–2 (p) |
| 1979      | African Cup of Champions Clubs | 2                | MP Alger              | 0–2   | 2–0    | 2-1 (p) |
| 1979      | African Cup of Champions Clubs | Cuartos de final | Matlama FC            | 3–1   | 2–0    | 5–1     |
| 1979      | African Cup of Champions Clubs | Semifinales      | CS Imana              | 2–1   | 1–0    | 3–1     |
| 1979      | African Cup of Champions Clubs | Final            | Hearts of Oak         | 0–1   | 1–0    | 3-2 (p) |
| 1980      | African Cup of Champions Clubs | 2                | Simba SC              | 4–2   | 1–0    | 5–2     |
| 1980      | African Cup of Champions Clubs | Cuartos de final | ASF Police            | 3–0   | 2–3    | 5–3     |
| 1980      | African Cup of Champions Clubs | Semifinales      | AS Bilima             | 1–0   | 1–5    | 2–5     |
| 1981      | CAF Cup Winners' Cup           | 1                | Nacional Benguela     | 7–1   | 6–0    | 13–1    |
| 1981      | CAF Cup Winners' Cup           | 2                | FC 105 Libreville     | 3–1   | 1–0    | 4–1     |
| 1981      | CAF Cup Winners' Cup           | Cuartos de final | EP Sétif              | 5–0   | 1–1    | 6–1     |
| 1981      | CAF Cup Winners' Cup           | Semifinales      | Sekondi Hasaacas      | 2–1   | 2–3    | 4–4     |
| 1981      | CAF Cup Winners' Cup           | Final            | Stationery Stores     | 0–0   | 2–1    | 2–1     |
| 1982      | CAF Cup Winners' Cup           | 1                | CD Elá Nguema         | 2–0   | 6–1    | 8–1     |
| 1982      | CAF Cup Winners' Cup           | 2                | Djoliba AC            | 0–1   | 0–3    | 0–4     |
| 1986      | CAF Cup Winners' Cup           | 1                | Mighty Barrolle       | 0–0   | 1–2    | 1–2     |
| 1998      | CAF Cup Winners' Cup           | 1                | AS Vita Club          | w.o.1 | w.o.1  | w.o.1   |
| 1998      | CAF Cup Winners' Cup           | 2                | Wydad Casablanca      | 1–0   | 0–4    | 1–4     |
| 1991      | African Cup of Champions Clubs | 2                | Vital'O               | 2–0   | 0–0    | 2–0     |
| 1991      | African Cup of Champions Clubs | Cuartos de final | Nkana Red Devils      | 2–1   | 0–1    | 2–2     |
| 2005      | CAF Confederation Cup          | 1                | SC Cilu               | 1–2   | 1–0    | 2–2     |
| 2005      | CAF Confederation Cup          | 2                | Enugu Rangers         | 1–3   | 1–0    | 2–3     |
| 2007      | CAF Confederation Cup          | 1                | Têxtil de Punguè      | 3–0   | 3–0    | 6–0     |
| 2007      | CAF Confederation Cup          | 2                | Kwara United          | 1–1   | 2–3    | 3–4     |
| 2008      | CAF Champions League           | Preliminar       | ASKO Kara             | 0–1   | 1–3    | 1–4     |
| 2009      | CAF Confederation Cup          | 1                | Tourbillon FC         | 2–1   | 3–2    | 5–3     |
| 2009      | CAF Confederation Cup          | 2                | Santos FC             | 1–1   | 0–4    | 1–5     |
| 2010      | CAF Champions League           | Preliminar       | Santo Tomé y Príncipe | w.o.2 | w.o.2  | w.o.2   |
| 2010      | CAF Champions League           | 1                | ES Sétif              | 0–2   | 0–5    | 0–7     |
| 2012      | CAF Confederation Cup          | Preliminar       | Kallon FC             | 1–0   | 0–2    | 1–2     |
| 2013      | CAF Champions League           | Preliminar       | LISCR                 | 2–1   | 1–0    | 3–1     |
| 2013      | CAF Champions League           | 1                | FUS Rabat             | 1–0   | 0–3    | 1–3     |
| 2014      | Copa Confederación de la CAF   | Preliminar       | Aslad Moundou         | 3-0   | 1-2    | 4-2     |
| 2014      | Copa Confederación de la CAF   | 1                | Warri Wolves          | 2-3   | 1-1    | 3-4     |
| 2016      | Liga de Campeones de la CAF    | Preliminar       | Nimba United FC       | 1-0   | 3-1    | 4-1     |
| 2016      | Liga de Campeones de la CAF    | 1                | Zamalek SC            | 0-1   | 0-2    | 0-3     |

Notas:
1- AS Vita Club abandonó el torneo.

2- Santo Tomé y Príncipe no mandó equipo al torneo.

### Récord africano
| Torneo                                                | J  | G  | E  | P  | GF  | GC |
| ----------------------------------------------------- | -- | -- | -- | -- | --- | -- |
| African Cup of Champions Clubs / CAF Champions League | 38 | 20 | 5  | 13 | 45  | 41 |
| CAF Confederation Cup                                 | 18 | 8  | 3  | 7  | 27  | 25 |
| CAF Cup Winners' Cup                                  | 18 | 10 | 2  | 6  | 38  | 19 |
| Total                                                 | 74 | 38 | 10 | 26 | 110 | 85 |

## Jugadores

### Jugadores destacados
- Bassey William Andem[3]
- Timothée Atouba[4]
- Isaac Bassoua[1][3]
- Joseph Antoine Bell[3]
- Ismael Pierre Bep[5]
- Eugène Ekoulé[3]
- Jacques Ename[1]
- Joseph Enanga[3]
- Guy Armand Feutchine
- Roger Feutmba[3]
- Joseph Kamga[1]
- Yannick Emile Kamto Kamgang
- David Mayebi[3]
- Mbakop Mbinkeu[6]
- Emile Mbouh[1]
- Brice Ndjeya[3]
- Francois Ndoumbé Léa[3]
- Brice Njeya
- Norbert Owona[3]
- Thierry Fidjeu[7]
- James Debbah[8]
- Joe Nagbe[8]
- Musa Kallon[8]